# Босак Василь Михайлович
Босак Василь Михайлович (нар. 9 листопада 1933 року, с. Романкоуци, Бессарабія, нині с. Романківці Сокирянський район. Чернівецька область) — український історик, краєзнавець, літератор.

## Біографія
Василь Босак народився 9 листопада 1933 р. в с. Романкауци, Бессарабія, тепер село Романківці Сокирянського району Чернівецької області (Україна). Закінчив у 1959 р. історичний факультет Чернівецького державного університету. Працював учителем історії, директором школи у с. Непоротове Сокирянського району. Наприкінці 50-х років XX століття учителював у Вашковецькій середній школі, відтак проживав і учителював у селі Романківці, де 22 роки був заступником директора середньої школи з питань виховної роботи. Автор багатьох публічних лекцій із історії Сокирянщини з якими часто виступав перед учнівською молоддю, краєзнавцями краю.

## Книга Василя Босака
- Романківці: на історичних перехрестях. — Снятин Івано-Франківської області: Прут-Принт, 2004.